# People Help the People
«People Help the People» («Люди, помогайте людям») — песня британской инди-рок группы Cherry Ghost, изданная в качестве второго сингла с их дебютного альбома Thirst for Romance 12 июня 2007 года. В 2011 году вышла кавер-версия британской певицы Birdy, попавшая в хит-парады Австралии и стран Европы.

## Сингл Cherry Ghost
Мелодию «People Help the People» вокалист группы Саймон Олдред сочинил во время своей трёхмесячной бэкпэкинг-поездки в Индию. Песня вышла в продажу в формате цифровой дистрибуции 11 июня 2007 года, спустя две недели были изданы компакт-дик и виниловая пластинка. Партию ударных в записи исполнил барабанщик группы Doves Джимми Гудвин. «People Help the People» добралась до 27 места в хит-параде UK Singles Chart, а также попала в хит-парад Италии.
Для песни было снято два видеоклипа, режиссёрами стали Хьюз Монфаради и Крис Хоупвелл.

### Список композиций
CD (HVN168CD):
1. «People Help the People» — 3:59
2. «Four Eyes» — 4:47

7" vinyl (HVN168):
1. «People Help the People» — 3:59
2. «Please Come Home» — 4:39

UK iTunes:
1. «People Help the People» — 3:59
2. «People Help the People» (Cowboys and Cosmonauts Remix) — 4:10

## Сингл Birdy
В октябре 2011 года британская певица Birdy выпустила кавер-версию «People Help the People» в качестве третьего сингла со своего дебютного альбома. Песня обрела популярность в Австралии, после того, как она была задействована в трейлере к телесериалу Соседи. Премьера видеоклипа «People Help the People» состоялась на YouTube 6 октября 2011 года.

### Список композиций
| №  | Название                                                   | Длительность |
| -- | ---------------------------------------------------------- | ------------ |
| 1. | «People Help the People»                                   | 4:16         |
| 2. | «People Help the People» (Two Inch Punch Remix)            | 4:53         |
| 3. | «People Help the People» (Dawn Golden & Rosie Cross Remix) | 6:30         |
| 4. | «Without a Word»                                           | 3:08         |

| Чарт (2011-13)                       | Наивысшая позиция |
| ------------------------------------ | ----------------- |
| Австралия (ARIA)                     | 10                |
| Австрия (Ö3 Austria Top 40)          | 7                 |
| Бельгия/Фландрия (Ultratop 50)       | 2                 |
| Бельгия/Валлония (Ultratop 50)       | 5                 |
| Чехия (Rádio — Top 100)              | 13                |
| Франция (SNEP)                       | 7                 |
| Германия (GfK)                       | 3                 |
| IRMA                                 | 84                |
| Luxembourg Digital Songs (Billboard) | 1                 |
| Нидерланды (Dutch Top 40)            | 5                 |
| (ZPAV)                               | 31                |
| Шотландия (OCC Scotland)             | 30                |
| Словакия (Rádio — Top 100)           | 19                |
| Швейцария (Schweizer Hitparade)      | 2                 |
| Великобритания (OCC UK Singles)      | 33                |

| Регион | Сертификация | Продажи  |
| --- | ------------ | -------- |
| Австралия (ARIA) | Платиновый   | 70 000^  |
| Австрия (IFPI Austria)                                                                                                   | Золотой      | 15 000*  |
| Бельгия (BEA) | Платиновый   | 30 000*  |
| Германия (BVMI) | Платиновый   | 300,000^ |
| Франция (SNEP) | Золотой      | 75,000*  |
| * Данные о продажах приведены только на основе сертификации. ^ Данные о тиражах приведены только на основе сертификации. |              |          |

| Страна         | Дата            | Формат               | Лейбл        |
| -------------- | --------------- | -------------------- | ------------ |
| Ирландия       | 28 октября 2011 | цифровая дистрибуция | Warner Music |
| Великобритания | 30 октября 2011 | цифровая дистрибуция | Warner Music |